# Bårslöv
Bårslöv är en ort i Helsingborgs kommun och kyrkby i Bårslövs socken i Skåne län.
Bårslöv räknades av SCB intill 2018 som en separat tätort, för att därefter räknas som en del av tätorten Påarp och Bårslöv.

## Historia
Spår av bebyggelse i bygden kring orten kan spåras tillbaka till stenåldern. Ett antal gravhögar från äldre bronsåldern, belägna i och kring orten, och dess närhet till kyrkan visar på en möjlig kontinuerlig bebyggelse som sträcker sig tillbaka mer än 2000 år. Ortnamnet skrevs vid 1200-talets början Bareslefh och i Lunds stifts landebok från 1569 Borsløff. Efterledet "-löv" härstammar från förkristen tid och betecknar jord som gått i arv. Förledet härleds troligen till ett äldre mansnamn, Barer, som är besläktat med det fornsvenska namnet Bare.
Den ursprungliga kyrkan uppfördes någon gång vid mitten av 1100-talet och utökades på 1300-talet med torn och under 1400-talet med vapenhus i söder. År 1858 genomfördes en större ombyggnad av kyrkan där ett nytt och större långhus och sakristia uppfördes. Själva byn och Bårslövs socken nämns först i urkunderna på 1200-talet. I slutet av 1700-talet bestod byn av ett tjugotal gårdar grupperade kring kyrkan. Åren 1809 och 1821 genomfördes enskiftet i orten, vilket innebar att gårdarna flyttades ut i åkerbygden, främst utmed med Ekebyvägen, som anlades vid samma tid.
Bland offentliga byggnader i byn finns Lindåkragården, som 1902-54 inhyste den kommunala fattiggården, och det före detta kommunhuset - byggt 1926 - som i dag är pastorsexpedition. Prästgården strax söder om kyrkbyn uppfördes 1929 eftersom den gamla prästgården totalförstördes i en brand 1921. En större utbyggnad av samhället genomfördes från 1950-talet och framåt, främst genom småhusbebyggelse. Bebyggelsen sträcker sig numera över en yta som är långt större än den gamla kyrkbyns. Den närbelägna byn Görarp har nästan helt vuxit samman med det större Bårslöv.

### Befolkningsutveckling
| Befolkningsutvecklingen i Bårslöv 1970–2015 | Befolkningsutvecklingen i Bårslöv 1970–2015 | Befolkningsutvecklingen i Bårslöv 1970–2015 | Befolkningsutvecklingen i Bårslöv 1970–2015 | Befolkningsutvecklingen i Bårslöv 1970–2015 |
| ------------------------------------------- | ------------------------------------------- | ------------------------------------------- | ------------------------------------------- | ------------------------------------------- |
|                                             |                                             |                                             |                                             |                                             |
| År                                          |                                             |                                             | Folkmängd                                   | Areal (ha)                                  |
| 1970                                        | 1970                                        |                                             | 671                                         |                                             |
| 1975                                        | 1975                                        |                                             | 1 380                                       |                                             |
| 1980                                        | 1980                                        |                                             | 1 834                                       |                                             |
| 1990                                        | 1990                                        |                                             | 2 471                                       | 91                                          |
| 1995                                        | 1995                                        |                                             | 2 707                                       | 116                                         |
| 2000                                        | 2000                                        |                                             | 2 664                                       | 116                                         |
| 2005                                        | 2005                                        |                                             | 2 682                                       | 119                                         |
| 2010                                        | 2010                                        |                                             | 2 682                                       | 120                                         |
| 2015                                        | 2015                                        |                                             | 2 753                                       | 138                                         |
| Anm.: Ny tätort 1970, uppgick 2018 i Påarp  |                                             |                                             |                                             |                                             |

## Samhället
I Bårslöv finns Bårslövs kyrka, pizzeria, en bensinstation samt skola med 250 elever.
Bårslöv har under senaste tiden haft två affärer; ICA Nyckeln och Matöppet. Dessa har under senare tid stängts ner och nu finns istället en liten affär vägg i vägg till Pizzerian.
I början av 2000- talet byggdes Helsingborgs tredje brandstation i Bårslöv som nu är huvudstationen i kommunen, samt arbetsplats för all administrativ personal. SOS Alarm finns även på brandstationen där man ansvarar för utalarmering och dirigering av nordvästra Skånes alla brandbilar.

## Kommunikationer
Bårslövs allmänna kommunikationer utgörs av Skånetrafikens regionbusslinje 297 till Bårslöv och 299 som går genom Bårslöv och Gantofta till Vallåkra station, som utgår från Helsingborgs centralstation i Helsingborg.